# アオギリ
アオギリ（青桐・梧桐、学名: Firmiana simplex）は、アオイ科アオギリ属の落葉高木。別名ではケナシアオギリともよばれる。和名の由来は、キリ科のキリ（桐）が「白桐」とよぶのに対して、幹肌が青緑色で大きな葉がつく様子がキリに似ることから名付けられている。中国名の梧桐（ごとう）も日本ではよく知られている。公園樹、街路樹に利用される。

## 分布
中国南部・東南アジア原産。日本では沖縄、奄美大島に自然分布し、日本国外では中国、台湾、インドシナに分布する。暖かい地域の沿岸地に生える。日本へは極めて古くに渡来し、広く各地に植えられて本州（東北南部以南）、四国、九州にも分布し、伊豆半島や紀伊半島などの暖地に野生化した状態でみられることもあるが、多くは街路樹や庭木などにして植えられる。

## 形態・生態
落葉広葉樹の高木で、樹高は10 - 20メートル (m) になり、幹は直立する。幹や枝の樹皮は緑色で、小枝は太い。若木の樹皮は緑色で滑らかだが、生長と共に灰褐色を帯びて縦に浅い筋が入るようになる。春に芽吹いて、赤色の芽を勢いよく伸ばしていく。
葉は互生し、大きな葉身に長い葉柄がついて全体の長さは40 - 50センチメートル (cm) にもなり、葉身は薄く卵形で掌状に浅く3 - 5裂（ふつう5裂）する。葉身の基部は心臓形で、縁に鋸歯はない。芽吹きはじめの葉は大きく、幼葉の表面、葉枝に淡い赤茶色の軟らかい毛があり、よく目立つ。秋には黄色に紅葉し、柄つきのまま落葉する。紅葉はやや薄い黄色に色づき、褐色を帯びるのが比較的早い。
花期は初夏から夏（5 - 7月）で、枝先に大形の円錐花序を出して、黄白色の雄花と赤色の雌花が混じり、5弁の小花を群生する。がく片は5個で、花弁はない。
果実は蒴果で草質、秋（9 - 10月ころ）に熟すが、完熟前に子房が5片に裂開し、それぞれ1片の長さが7 - 10 cmほどある舟の形のような裂片（心皮）になる。その葉状の舟形片の縁辺に、まだ緑色のエンドウマメ（グリーンピース）くらいの小球状の種子を1 - 5個ほど付ける。種子は球形で径4 - 6ミリメートル (mm)、のちに黄褐色から茶色に変化し、表面に皺があり硬い。冬でも、さやが割れて縁に丸い種子を付けた実を見ることができる。
冬芽は枝の先端に頂芽を1個つけ、側芽は互生する。頂芽は径8 - 15 mm ほどある大きな半球形で、ビロード状の赤茶色の毛が密生した10 - 16枚の芽鱗に包まれている。側芽は球形で小さく、枝に互生する。葉痕上部に托葉痕がある。葉痕はほぼ円形で大きく、小さな維管束痕が多数ある。
よく水を吸い上げて、火に強い性質がある。生命力が強く、潮水や潮風などの塩害や、大気汚染にもよく耐える。

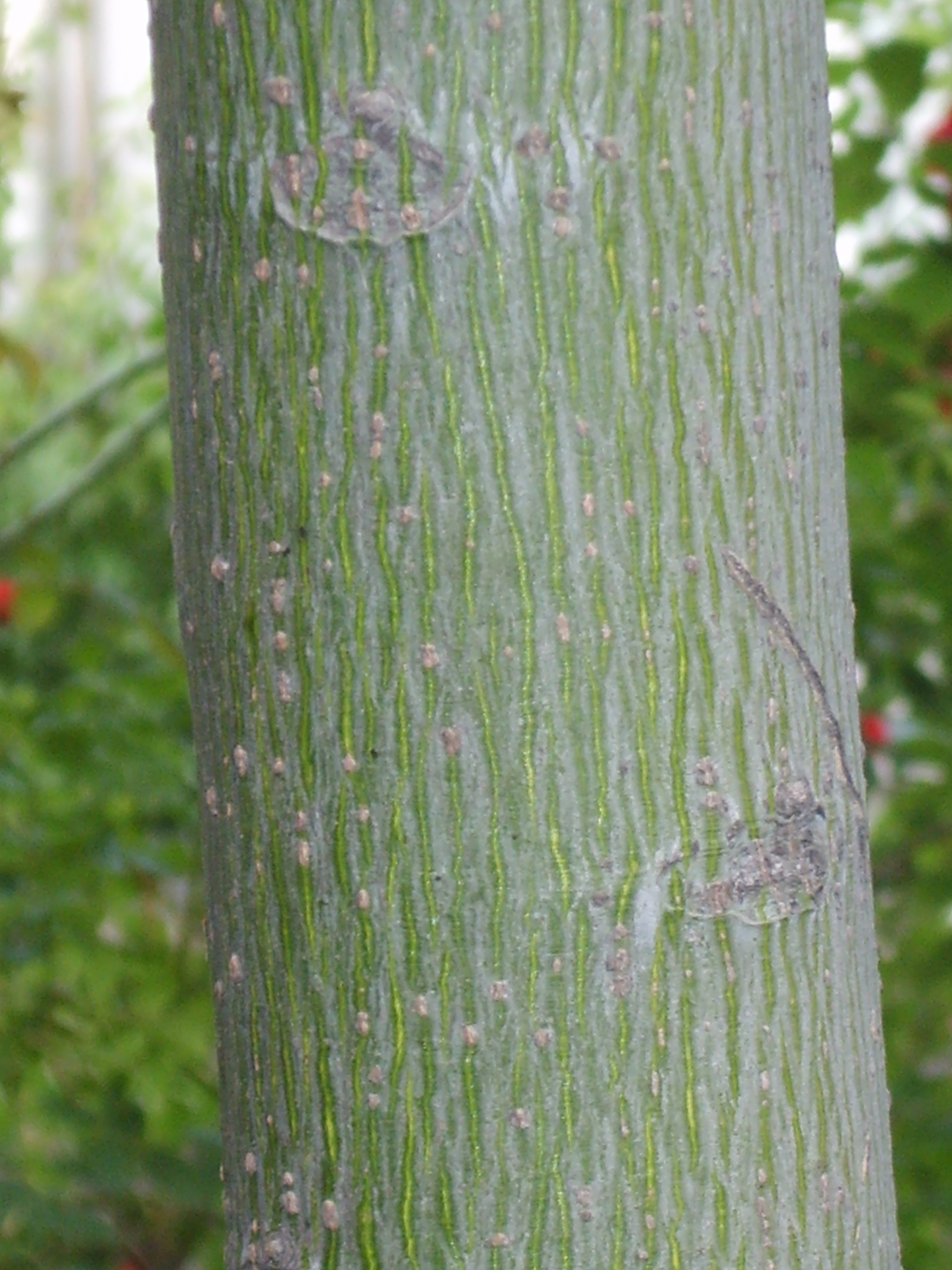
樹皮
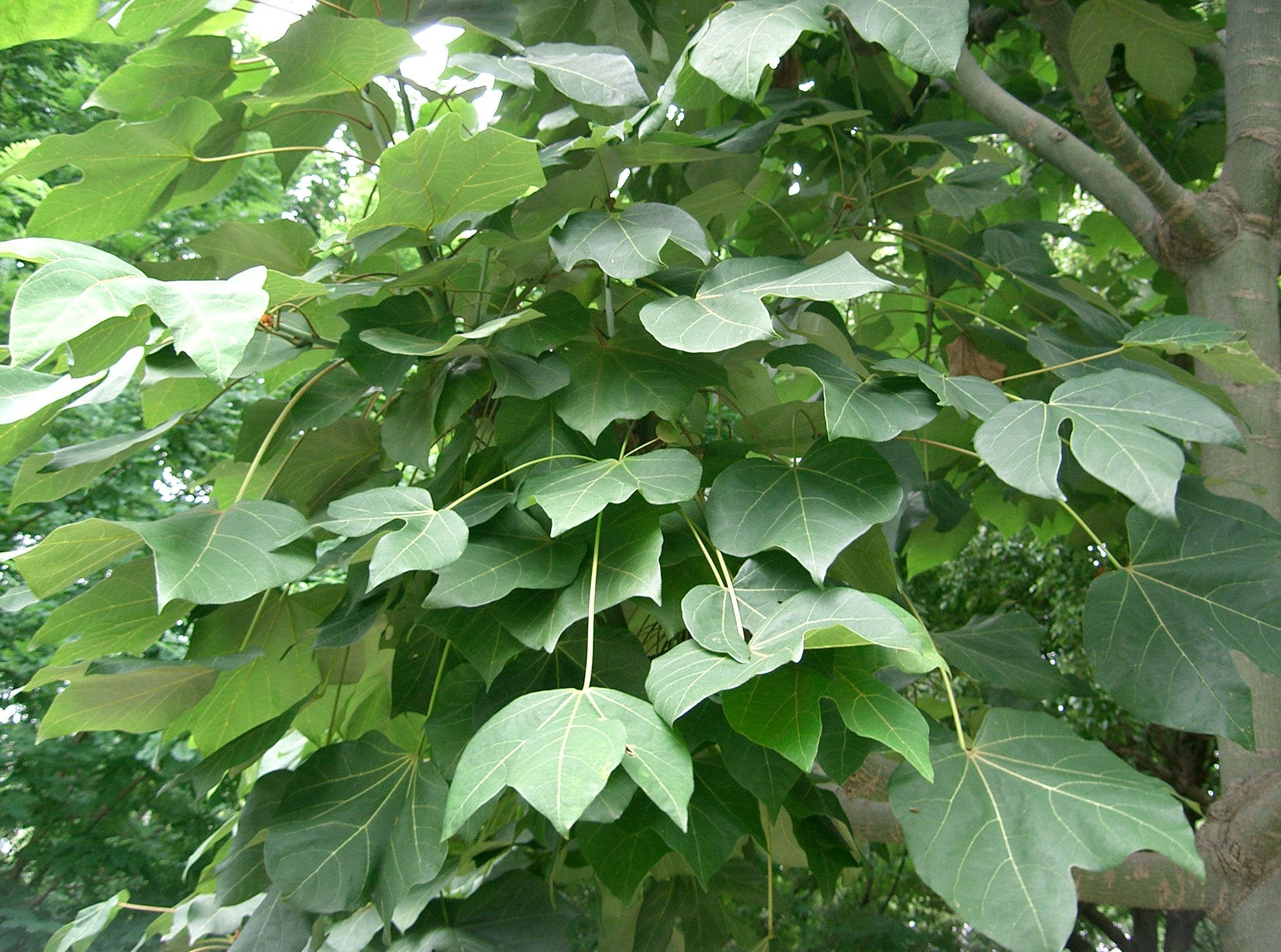
葉
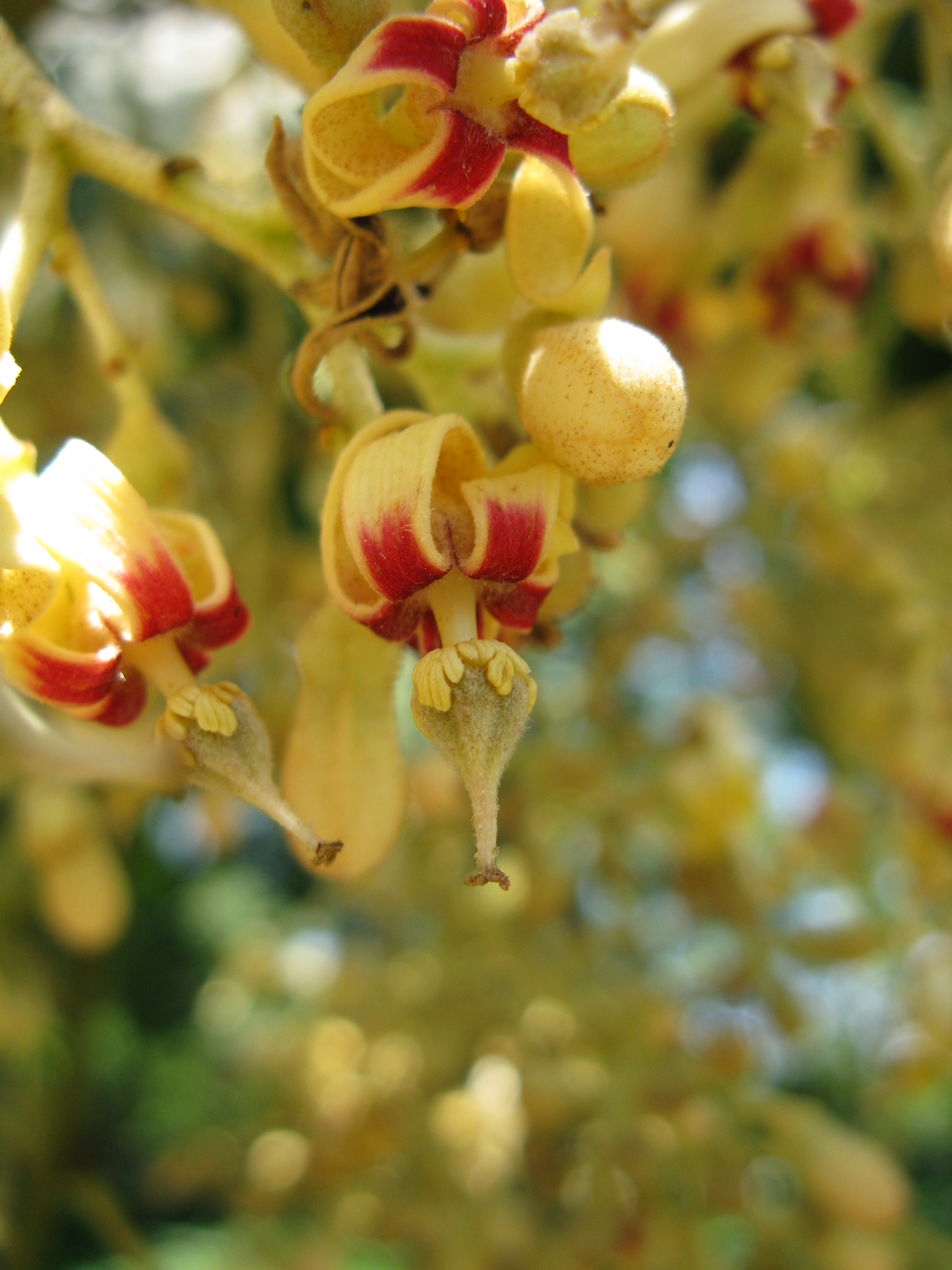
雌花
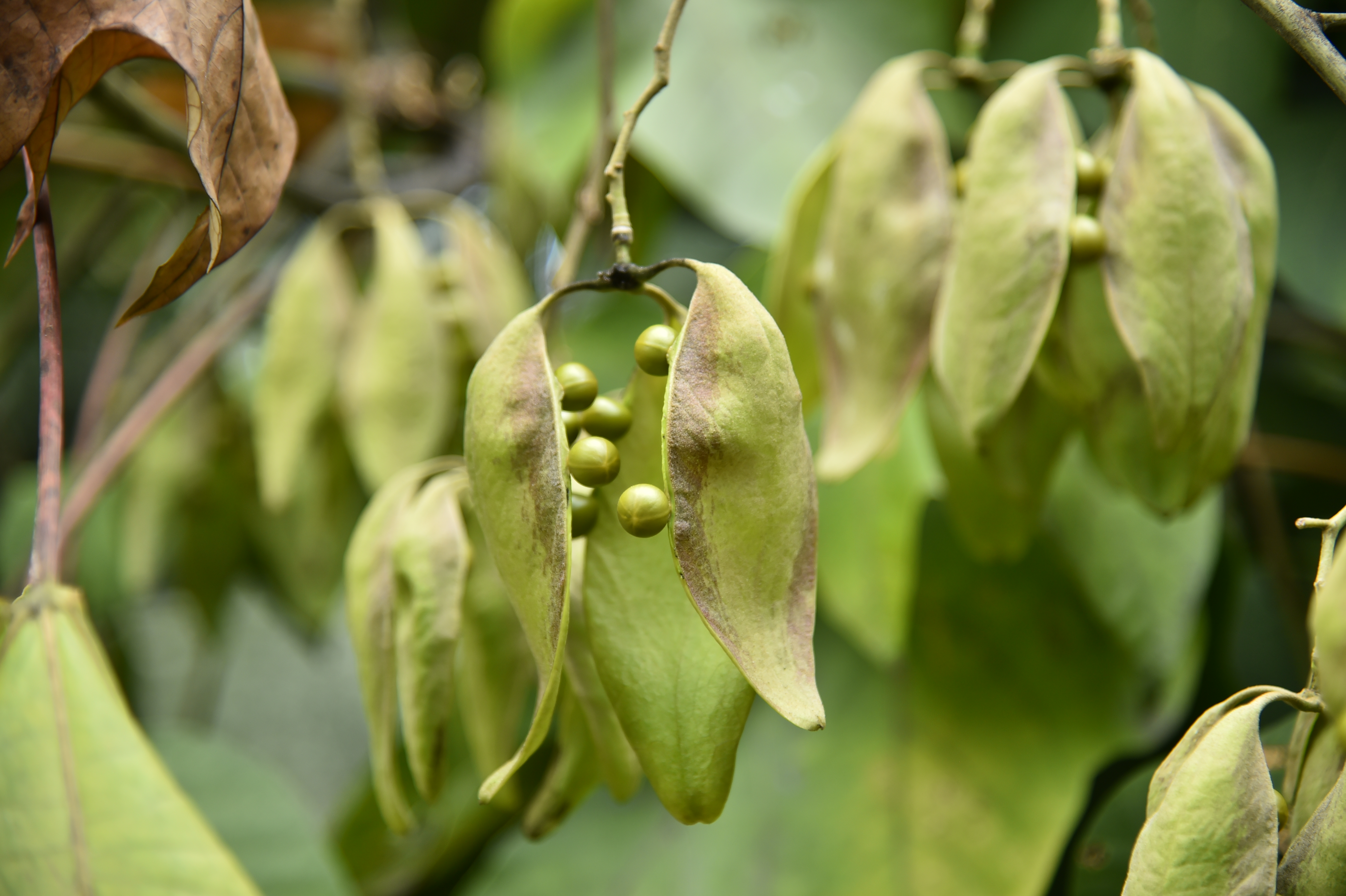
未熟果はグリーンピースのような種子をつける
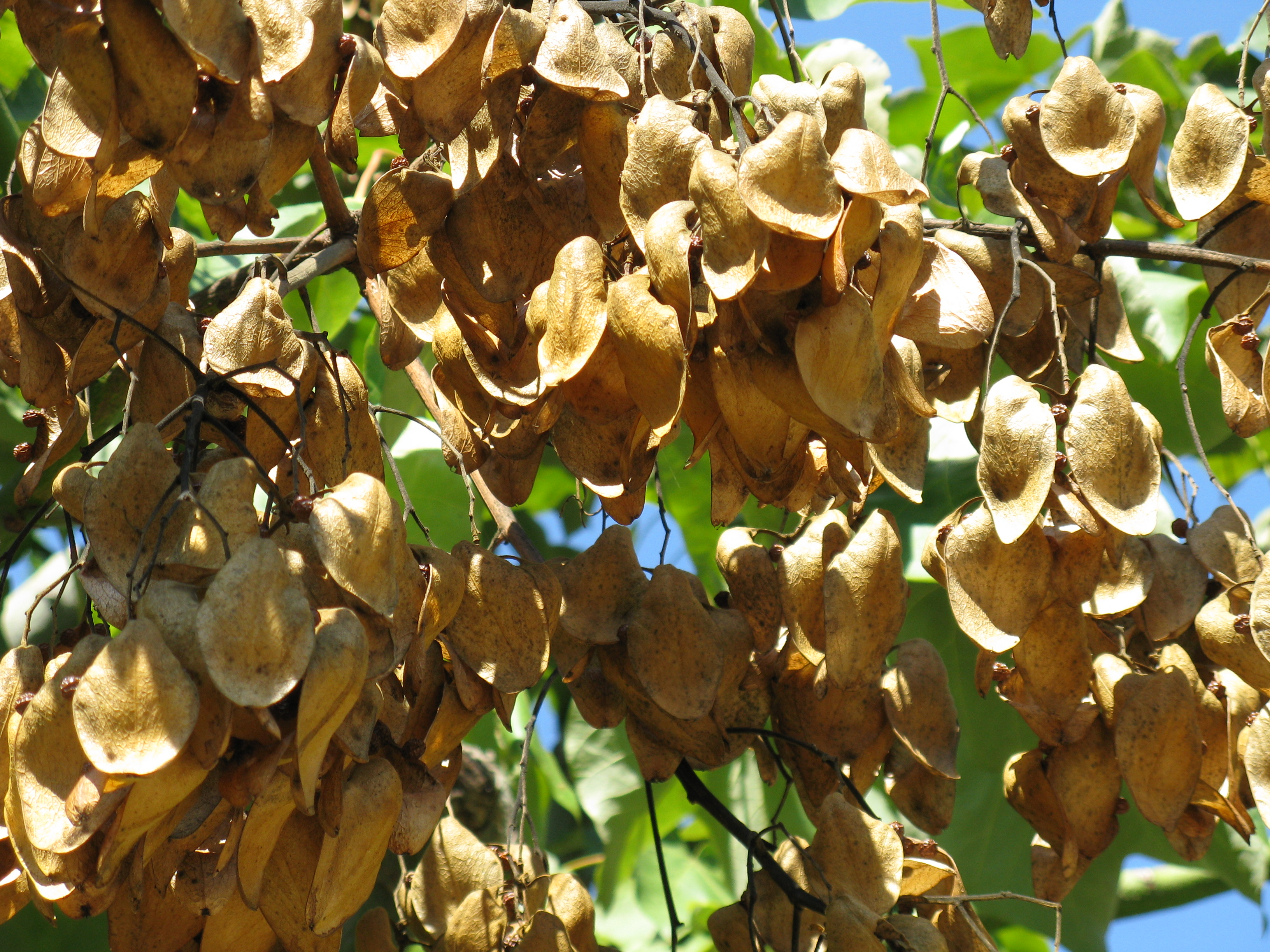
果実
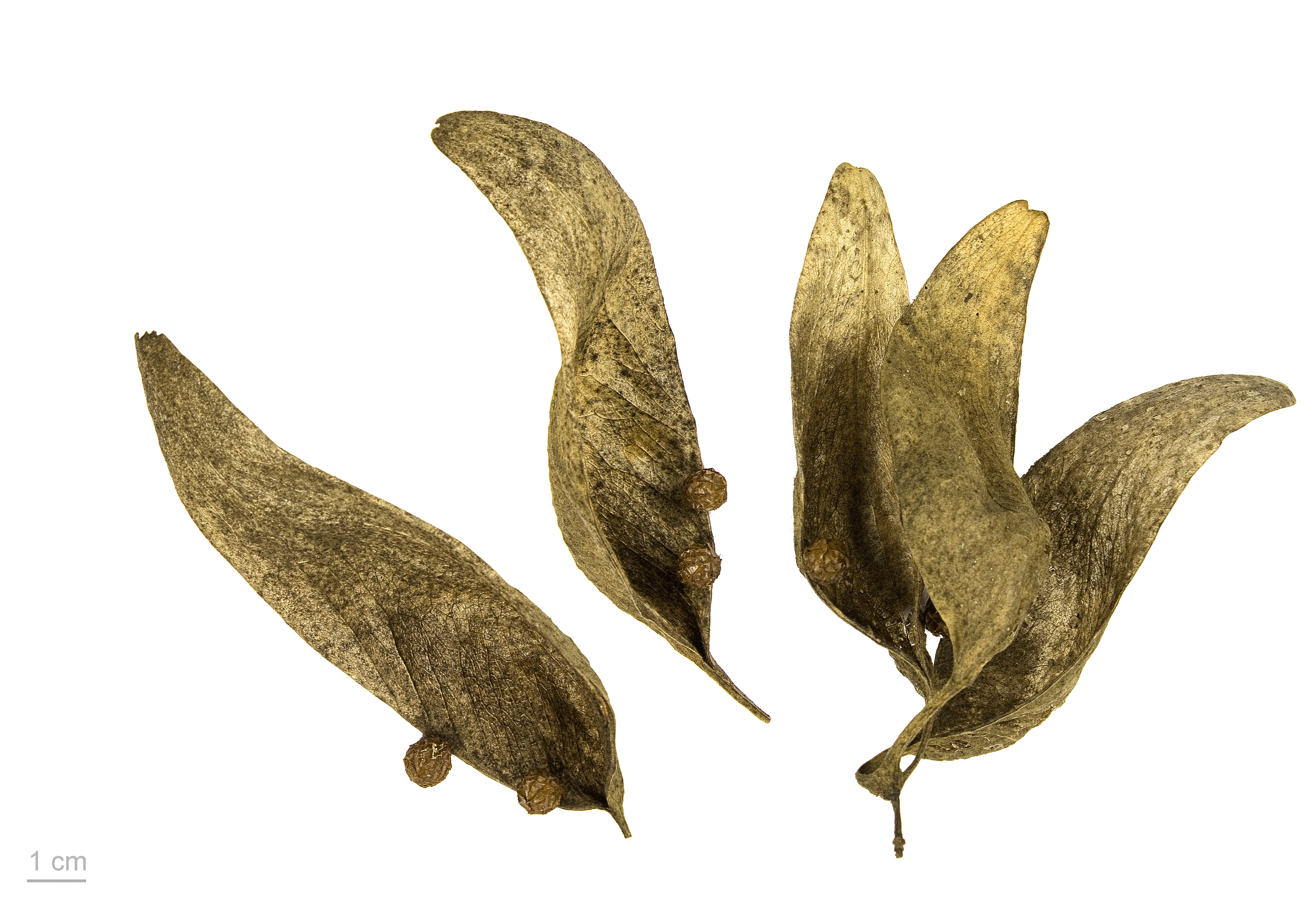
Firmiana simplex - Museum specimen
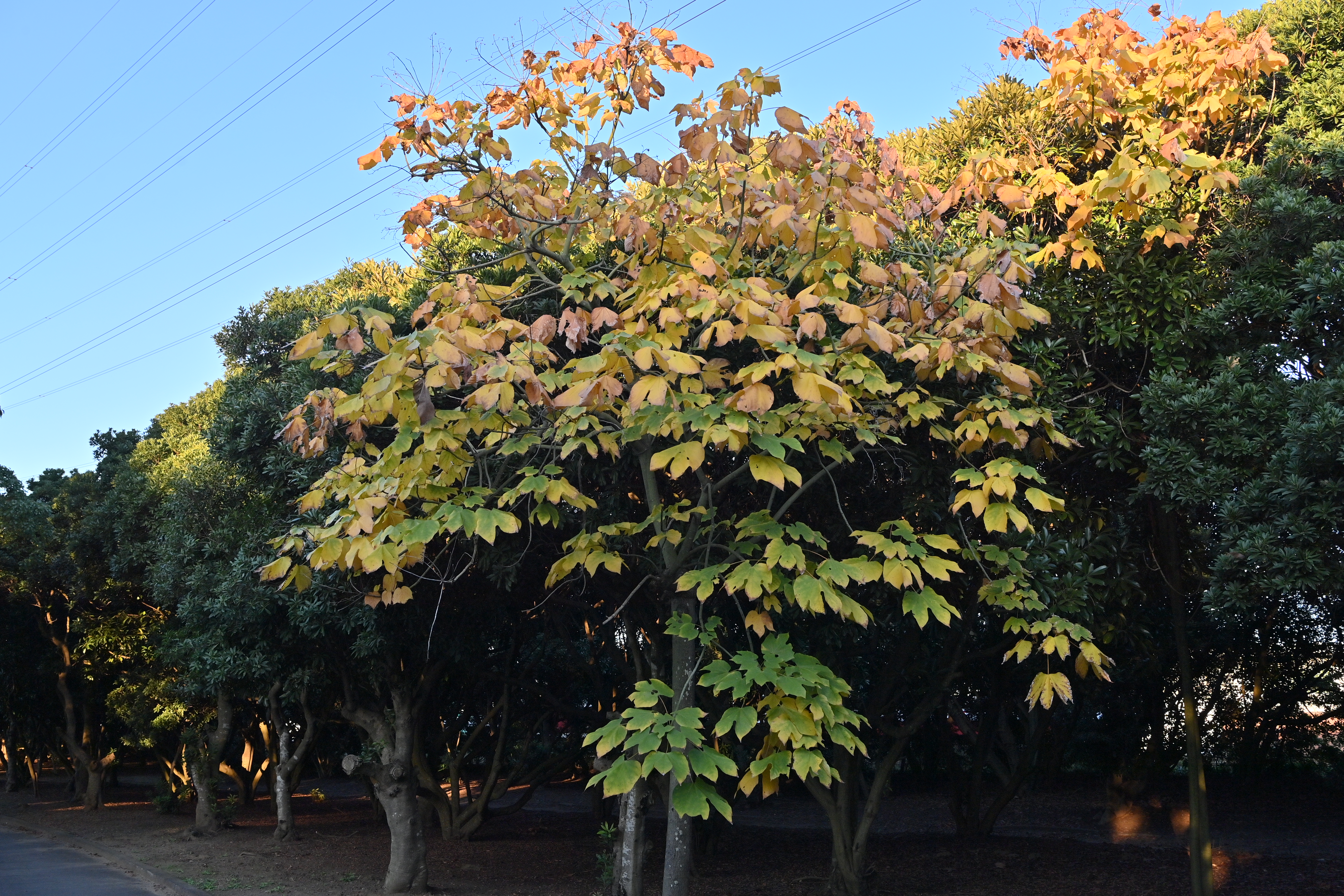
黄葉したアオギリ

## 利用
庭木、公園樹、街路樹にする。アオギリが庭木や街路樹によく使われるのは、その耐火性にあり、過去の震災においても火災の延焼を食い止めた例もたくさんあった。樹皮の繊維は強健で、粗布や縄の材料にする。まっすぐな幹は建材などに用いられ、材を楽器、下駄などとするが、耐久性は低い。種子は古くは食用にされ、太平洋戦争中には炒ってコーヒーの代用品にした。
栽培は、主に春に発芽前の若枝を長さ30センチメートル (cm) ほどに切って、挿し木して育成される。
種子は梧桐子（ごどうし）と呼ばれる生薬として用いられ、胃痛、下痢の薬効作用がある。葉は浮腫、高血圧、コレステロールの低下などの民間薬として用いられ、初夏に採って洗い、陰干ししたものを10 - 15グラムを水500 ccで煎じ、服用する用法が知られている。

## 文化

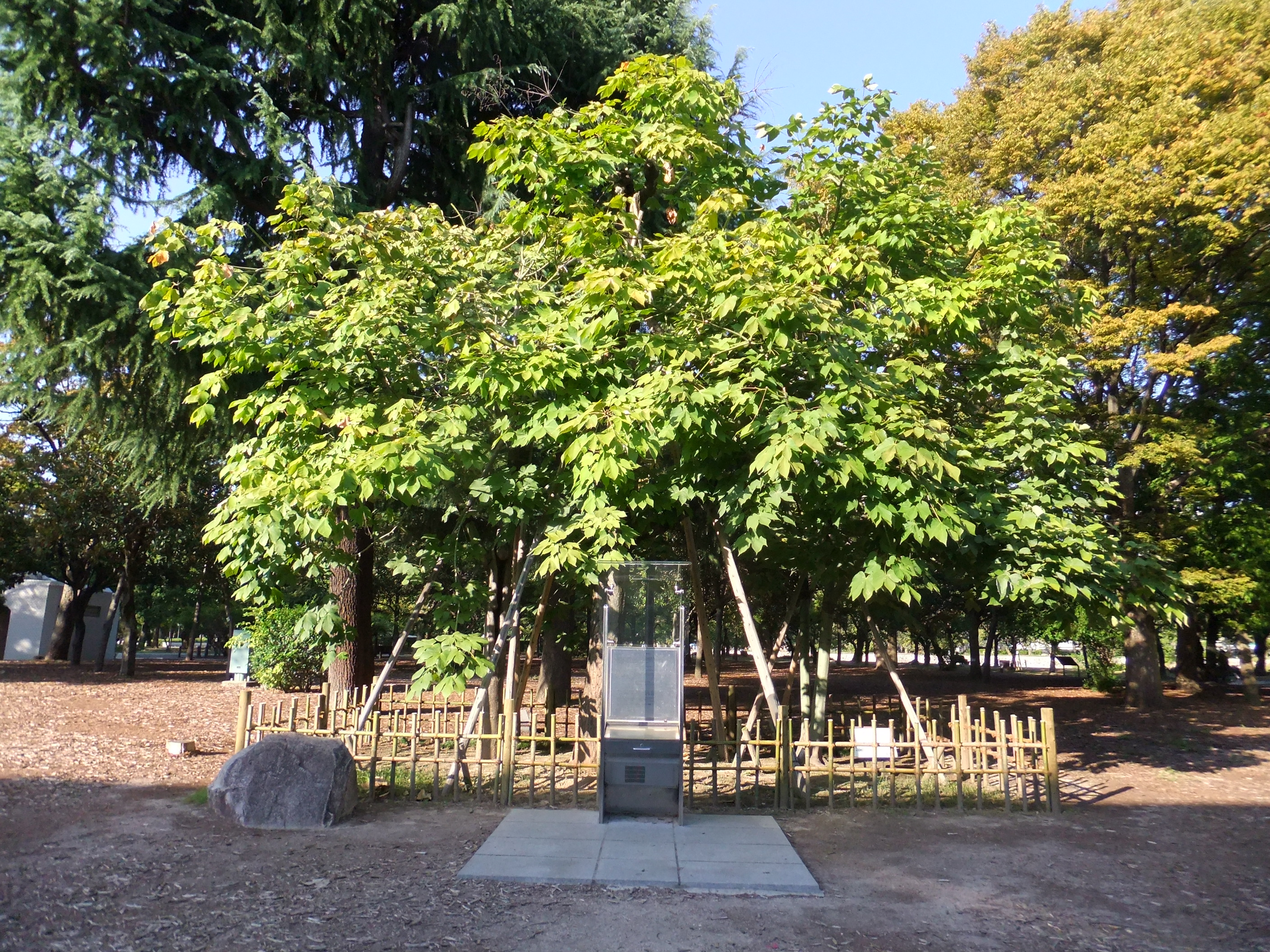
広島平和記念公園の「被爆アオギリ」

中国の伝説ではアオギリの枝には12枚の葉がつくが、閏月のある年には13枚つくといわれた。また中国では鳳凰が住む樹とされた。伏羲がはじめて桐の木を削って古琴を作ったという伝説がある（ただしアオギリかキリか不明）。
中国人の季節感と深い関係があり、七十二候のひとつに「桐始華」（清明初候）がある。またアオギリの葉が色づくのは秋の代表的な景色であり、王昌齢「長信秋詞・其一」に「金井梧桐秋葉黄」の句がある。また白居易「長恨歌」には「秋雨梧桐葉落時」という。
日本では、広島の「被爆青桐」は有名で、爆心地から1.3キロメートルの地点で被爆して半身が焼け焦げたが、再び芽を出して人々に勇気を与えた。平和記念公園に移植されて、焼けた傷を包み込むように生長を続け、毎年多くの種子を成し、平和を願う生命力のシンボルとしてその種子が全国に配られる。
アオギリの花言葉は、「秘めた意思」「秘めた恋」とされる。

## アオギリ属
アオギリ属（アオギリぞく、学名: Firmiana）は、アオイ科の属の一つ。
- Firmiana colorata
- Firmiana fulgens
- Firmiana hainanensis
- Firmiana major
- アオギリ Firmiana simplex

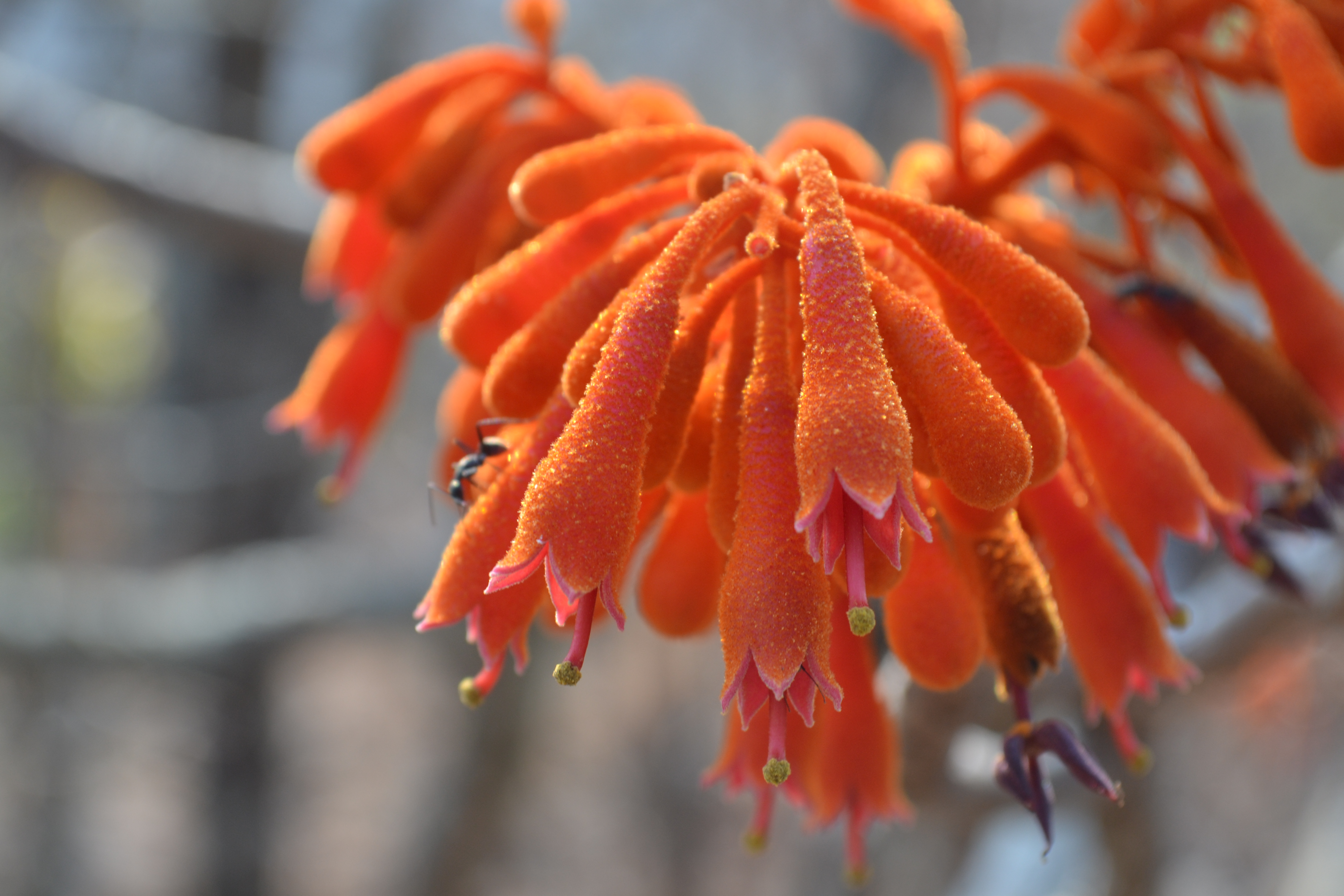

- Firmiana colorata